# Родріго де Херес
Родріго де Херес — перший європейський курець, був заарештований за підозрою в одержимості дияволом. Був іспанським матросом, подорожував до Америки з Христофором Колумбом.
Родріго разом із рештою моряків корабля вперше побачив тютюн на Багамських островах в 1492 році, де тубільці курили висушене тютюнове листя. Іспанці вважали куріння тютюну безглуздим заняттям. Однак, Хересу куріння сподобалося. Він був єдиним членом екіпажу, що пристрастився до куріння. Цю звичку він привіз із собою додому в Іспанію, де і був заарештований, оскільки співвітчизники вирішили, що дим, що валив із рота Родріго — явна ознака одержимості дияволом. Хереса посадили у в'язницю, де він пробув цілих сім років, поки його не випустили у зв'язку з тим, що куріння тютюну легалізували на всій території Іспанії.